# Sabine Herpertz
Sabine C. Herpertz (* 16. April 1960 in Oberhausen) ist eine deutsche Psychiaterin.

## Leben
Herpertz studierte Medizin in Bonn, promovierte in Frankfurt a. M. und habilitierte in Psychiatrie und Psychotherapie an der RWTH Aachen. Sie ist Fachärztin für Psychiatrie und Psychotherapie, Neurologie sowie Psychotherapeutische Medizin. Sie bekleidete zwischen 2002 und 2003 eine Professur für Experimentelle Psychopathologie an der RWTH Aachen, bevor sie zwischen 2003 und 2009 den Lehrstuhl für Psychiatrie und Psychotherapie an der Universität Rostock übernahm. Seit 2009 ist sie Lehrstuhlinhaberin für Allgemeine Psychiatrie am Universitätsklinikum Heidelberg und Ärztliche Direktorin der gleichnamigen Klinik. Von Oktober 2018 bis September 2023 war sie Studiendekanin der Heidelberger Medizinischen Fakultät.
Herpertz war zwischen 2016 und 2017 Präsidentin der International Society for the Study of Personality Disorders (ISSPD) und Präsidentin der Deutschen Gesellschaft für Biologische Psychiatrie (DGBP) zwischen 2014 und 2018. Im Rahmen vielfältiger Gremienarbeit stärkte sie die Bedeutung von Psychotherapie in der psychiatrischen Behandlung und deren bessere Verfügbarkeit für Patienten.

## Forschung
Ihr Forschungsschwerpunkt ist die Erforschung von Emotionen und interpersonellem Verhalten bei Menschen mit psychischen Erkrankungen, v. a. Persönlichkeitsstörungen, Depressionen und stress-assoziierten Erkrankungen, mittels detaillierter Beobachtung, experimenteller Psychopathologie und neurowissenschaftlichen Methoden. Die umfassende Erforschung der psychopathologischen und neurowissenschaftlichen Grundlagen der Borderline-Persönlichkeitsstörung zählt ebenfalls zu ihren Forschungsschwerpunkten und trug dazu bei, die Ursachen dieser Persönlichkeitsstörung besser zu verstehen und betroffene Patienten spezifischer zu behandeln. Dafür erhielt sie 2014 den Distinguished Achievement in the Field of Severe Personality Disorders Award der Weill Cornell Medical College New York. Ein weiterer Forschungsfokus liegt auf der Psychotherapieforschung; hier untersucht sie modulare psychotherapeutische Techniken, die auf die Veränderung von psychologischen und biologischen Systemen abzielen. Schließlich zielt ihre Forschung auf die Prävention psychischer Erkrankungen durch positive Beeinflussung des Elternverhaltens. Zu dieser Thematik untersucht sie die Wirksamkeit von Elterntrainings, die darauf abzielen, dass Eltern hinter schwierigem Verhalten ihrer Kinder deren Gefühle und Motive besser verstehen.
Herpertz ist Editor-in-Chief der internationalen Fachzeitschrift 'Psychopathology' und Mitglied des wissenschaftlichen Beirats weiterer internationaler Zeitschriften auf dem Gebiet der Persönlichkeitsstörungen.

## Schriften (Auswahl)
- mit Birger Dulz, Otto F. Kernberg, Ulrich Sachsse: Borderline Handbuch. Schattauer Verlag, Stuttgart 2010.
- mit Knut Schnell, Peter Falkai: Psychotherapie in der Psychiatrie. Kohlhammer Verlag, 2012.
- mit Peter Fiedler: Persönlichkeitsstörungen. 7. Auflage, Beltz Verlag, Weinheim 2016.
- mit Franz Caspar, Klaus Lieb: (2017) Psychotherapie: Funktions- und störungsorientiertes Vorgehen. Elsevier Verlag, München 2017.
- mit Babette Renneberg: Persönlichkeitsstörungen. Hogrefe, Göttingen 2020.